# Leševo
Leševo (cyr. Лешево) – wieś w Serbii, w okręgu raskim, w mieście Kraljevo. W 2011 roku liczyła 293 mieszkańców.